# 守谷輸送機工業
守谷輸送機工業株式会社（もりやゆそうきこうぎょう、英: Moriya Transportation Engineering and Manufacturing Co.,Ltd.）は、神奈川県横浜市に本社工場を持つ、エレベーターメーカー。
エレベーターに加え、垂直自動搬送機や小荷物専用昇降機などの搬送機械、電波暗室扉（ISO認証対象外）なども製造している。

## 概要
本社工場は神奈川県横浜市金沢区福浦1-14-9に所在。
主に荷物用エレベーター、人荷共用エレベーター製造を得意としており、日本国内での大手乗用エレベーターメーカー（三菱電機、日立ビルシステム、東芝エレベータ、日本オーチス・エレベータ、フジテック）を除く、中小荷物用エレベーターメーカーの中ではトップシェアを誇る（2007年、帝国データバンク調べ）。
特に冷凍・冷蔵倉庫用の荷物用エレベーターの分野に強みを持つ。そのため、守谷製のエレベーターは堅牢性にすぐれ、故障率も少なく、製品寿命も長いとされており、技術力や製品開発力も比較的高い。また、船舶用のエレベーター（乗用、荷物用、人荷共用）も製造しており、こちらも国内造船事業でトップクラスのシェアを持つ。
「マックリフター」と呼ばれる、オリジナルの垂直自動搬送機や、荷物用エレベーターの扉の遮煙性や遮炎性の性能、屈強性のノウハウを生かした防爆用エレベーター、電波暗室の扉（電磁波に対して遮蔽性のあるもの）なども製造し、様々な施設に提供している。愛称は「M.T.E」。

## 沿革
- 1949年 - 横浜市西区久保町で創業
- 1961年 - 本社工場を横浜市保土ケ谷区東川島町に移転
- 1970年 - 宇都宮工場を栃木県宇都宮市平出工業団地に開設
- 1984年 - 東京支店を東京都中央区日本橋茅場町に開設
- 1993年 - 技術部を横浜市西区北幸に移転
- 1997年 - 本社工場を横浜市金沢区金沢工業団地に移転。営業本部を横浜市西区北幸に移転
- 1998年 - 技術部を本社工場に移転
- 1999年 - 本社工場にテストタワーを建設
- 2000年 - ISO9001認証取得
- 2001年 - 福岡営業所を福岡市博多区博多駅前に開設
- 2002年 - 大阪支店を大阪市北区西天満に開設
- 2005年 - 東京支店を東京都中央区八丁堀に移転
- 2008年 - 名古屋出張所を名古屋市中村区名駅南に移転。上海事務所を中国上海市東方路に開設
- 2010年 - 上海事務所を上海市張楊路に移転。大阪支店を大阪市淀川区西中島に移転

- 2011年 - 東京支店を東京都中央区銀座に移転
- 2013年 - 大阪支店を大阪市西区西本町に移転
- 2015年 - テクニカルセンターを横浜市金沢区福浦に開設。東京支店を東京都中央区八丁堀に移転。埼玉事務所を埼玉県川口市前川に開設

- 2016年 - 大阪支店を大阪市西区南堀江に移転
- 2017年 - 名古屋支店を名古屋市中区栄に移転
- 2022年 - 東京証券取引所第二部へ上場[3]

## 製造許認可
- 建設業者登録番号 - 国土交通大臣認可 般 - 18 第6463号
- エレベーター製造許可 - 神基許 ク第1153号、ロープ式 積載荷重20.0t、神基許 ク第429号、油圧式 積載荷重30.0t
- 建築基準法第38条認定 - 建設省神住指発第63号 ロープ式機械室レスエレベーター
- （財）ベターリビング認定 - BLELU090712 マシンルームレス型エレベーター
- 特殊駐車装置認定 - 建設大臣認定番号1020 自動車用エレベーター、建設大臣認定番号1050 守谷自動車用エレベーター
- クレーン製造許可 - 神基許 ク第269号 30t天井クレーン、神基許 ク第257号 10tポスト型ジブクレーン、神基許 ク第235号 10t門型クレーン等各種
- 防火設備（遮煙のりばドア） - 国土交通省大臣認定 認定番号 CAS-0159、ISO 9001 認証取得

## 雑記
- 1949年の設立当初は、エレベーターよりもクレーン製造が主流で、主にクレーンメーカーとして事業を展開していた。
- 千葉県浦安市内にあるテーマパーク内の倉庫内にも守谷輸送機工業製の荷物用エレベーターが設置されている。

## 関連項目

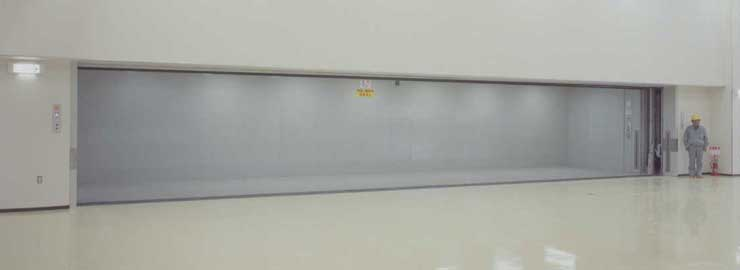
守谷輸送機工業製、世界最大級の超ワイドエレベーター（積載量10トン、かご寸法間口14500mm）は主に緞帳用に利用されている